# カール・ボボ・オルソン
カール・“ボボ”・オルソン（Carl "Bobo" Olson、1928年7月11日 - 2002年1月16日）は、アメリカ合衆国出身の元プロボクサー。元世界ミドル級チャンピオン。シュガー・レイ・ロビンソンとの戦いを始め、50年代ミドル級のリングを彩ったファイター。女子プロボクサーのエリザ・オルソンは孫娘。

## 経歴
ハワイ州ホノルル生まれ。父親はスウェーデン人、母親はポルトガル人。
“ハリケーン”の異名もあった強打のファイター。1945年デビュー。1952年3月13日、シュガー・レイ・ロビンソンの持つ世界ミドル級王座に挑むが判定負け。そして1953年10月21日、シュガー・レイ・ロビンソン引退により空位となっていた王座を元王者ランディ・ターピンと争い、判定勝ちで世界ミドル級チャンピオンとなる。
キッド・ギャビランらを相手に三度の防衛に成功。階級を上げてライトヘビー級王座にもチャレンジしたが、怪物アーチー・ムーアの壁に泣いた。
1955年12月9日、カムバックしたシュガー・レイの破壊的なコンビネーションを浴びて2回KO負け、王座を失う。同年5月18日にロビンソンの王座に挑んだが、これも4回KO負け。“ハリケーン”も天才シュガー・レイには全く歯が立たなかった。1966年引退。

## 通算戦績
115戦97勝（47KO）16敗2引分け(boxrecから引用)